# Malanea sipapoensis
Malanea sipapoensis är en måreväxtart som beskrevs av Julian Alfred Steyermark. Malanea sipapoensis ingår i släktet Malanea och familjen måreväxter. Inga underarter finns listade i Catalogue of Life.